# Sepp Blatter
Pour les articles homonymes, voir Blatter.
Joseph Blatter dit Sepp Blatter, né Josef Blatter le 10 mars 1936 à Viège dans le canton du Valais, est un ancien homme d'affaires et dirigeant sportif suisse, huitième président de la FIFA de 1998 à 2015.
Avant de devenir président de la FIFA, il avait exercé des postes de direction dans les relations publiques, notamment chez le fabricant de montres suisse Longines, et était le secrétaire général de l'institution internationale du football depuis 1981.
Le 2 juin 2015, trois jours après sa réélection pour un cinquième mandat en plein cœur d'une affaire de corruption touchant l'institution qu'il dirige, Sepp Blatter annonce qu'il convoque un congrès extraordinaire afin de remettre son mandat de président à disposition. Le 8 octobre 2015, la commission d'éthique de la FIFA suspend Sepp Blatter de manière provisoire, pendant 90 jours. Le 21 décembre 2015, il est suspendu pour 8 ans, décision du comité d'éthique de la FIFA ramenée à 6 ans en appel.
Comme son prédécesseur brésilien João Havelange, Blatter a cherché à augmenter l'influence des continents africain et asiatique dans le monde du football à travers l'extension de leur participation dans divers tournois de la FIFA. Sa présidence correspond à une vaste expansion des recettes générées par la Coupe du monde, avec dans le même temps, la faillite de la société de marketing International Sport and Leisure en 2001 et de nombreuses allégations de corruption dans l'institution qu'il dirige en ce qui concerne les processus de désignation des pays organisateurs des compétitions internationales de la FIFA et de délivrance des différents droits.

## Biographie
Sepp Blatter grandit dans une famille germanophone, son père est contremaître dans l'usine chimique de Lonza, sa mère au foyer élève ses deux autres frères Peter et Marco, et sa sœur Ruth,.
Il fait ses études dans les collèges de Sion et de Saint-Maurice avant d'obtenir un diplôme de commerce et d'économie politique à HEC Lausanne. Footballeur amateur de 1948 à 1971, il commence sa carrière professionnelle en tant que directeur des relations publiques à l'office du tourisme valaisan. En 1964, il devient secrétaire général de la Ligue suisse de hockey sur glace. Il s'intéresse également au journalisme : en 1956, il adhère à l'Association des journalistes sportifs suisses. En 1970, il entre au sein de la direction du Neuchâtel Xamax. Il reste à ce poste jusqu'en 1975. Il est devenu entre-temps directeur des relations publiques de la marque d’horlogerie Longines. À ce titre, il participe à l'organisation des Jeux olympiques de Munich en 1972 et de Montréal en 1976, dans le domaine du chronométrage, où ses qualités commerciales sont remarquées par Horst Dassler, fils du fondateur d'Adidas qui le recommande à João Havelange, président de la FIFA. Durant l'été 1975, la FIFA lui attribue le poste de directeur des programmes de développement. Sous la direction de João Havelange, il met en place plusieurs compétitions :
- Coupe du monde de football féminin ;
- Coupe du monde de football des moins de 20 ans ;
- Football en salle[réf. souhaitée].

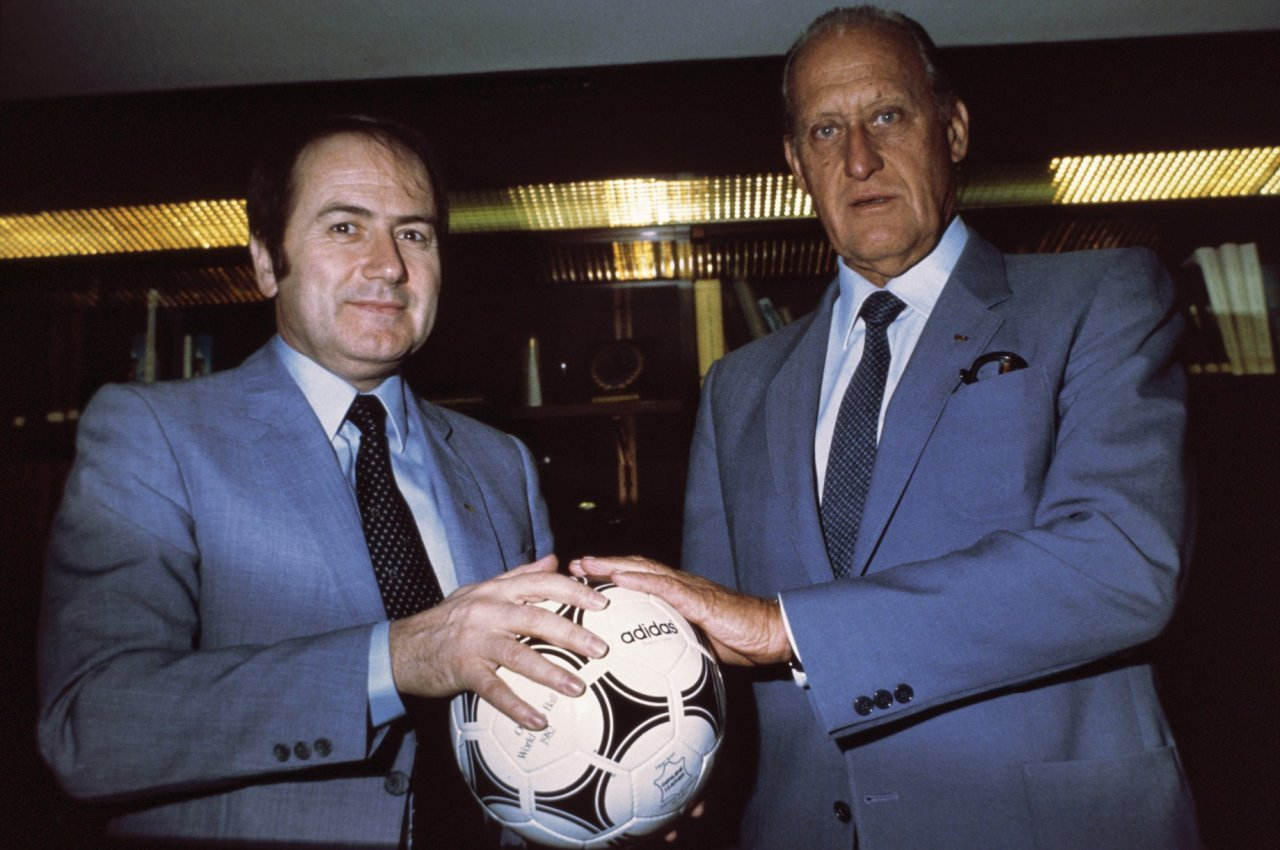
Sepp Blatter (à gauche) et João Havelange, président de la FIFA (avril 1982).

Au début des années 1980, Sepp Blatter grimpe dans la hiérarchie de la FIFA. En novembre 1981, il est nommé secrétaire général de l'association. Selon la journaliste Barbara Smit et le professeur Alan Tomlinson, cette nomination est due à Dassler afin d'écarter Helmut Käser, secrétaire général depuis 1961. Le patron d'Adidas aide Havelange puis Blatter dans leur conquête du pouvoir, payant une partie du salaire de Blatter qui a son bureau à Landersheim, au siège d'Adidas France, quand il entre à la FIFA,. Le journaliste d'investigation Andrew Jennings prête ce commentaire à Dassler « on va installer ce type [Blatter] dans la place, il est bien, il est des nôtres ». D'abord marié à Liliane Biner, avec qui il a sa fille unique, Corinne, Blatter se remarie avec Barbara, la fille de Helmut Käser, avant de divorcer dix ans plus tard et de vivre un dernier mariage, entre 2002 et 2004, avec une amie de sa fille, Graziella Bianca, ancienne dresseuse de dauphins d’un parc aquatique.
En 1990, il est nommé directeur exécutif et s'occupe de plusieurs coupes du monde. Au printemps 1998, il se porte candidat à la présidence de la FIFA. Il accède à ce poste lors du 51e congrès de la FIFA le 8 juin de la même année alors que Lennart Johansson était favori, ce qui suscite des rumeurs de tentative de corruption de la part de l'entourage de Blatter, le président de la Fédération de Somalie de football Farah Weheliye Addo (en) étant chassé de la FIFA après avoir dénoncé ces pratiques,. Il est réélu à la présidence en 2002, 2007, 2011 et 2015.
Le 29 mai 2015 à Zurich, à l'âge de 79 ans, il est réélu pour un cinquième mandat de président de la FIFA en plein cœur d'une affaire de corruption lors du 65e congrès, avant d'annoncer sa démission trois jours plus tard, en expliquant que « ce mandat n’a pas le soutien de l’intégralité du monde du football ». Le 2 juin 2015, Sepp Blatter convoque un congrès extraordinaire afin de remettre son mandat de président de la FIFA, néanmoins il souhaite assumer ses fonctions jusqu'à l'élection de son successeur lors du congrès extraordinaire à Zurich . Le 3 août 2015, Sepp Blatter est relevé de ses fonctions de membre d’office du Comité international olympique, à la suite d'une lettre envoyée au Président Thomas Bach le 23 juin. Dans cette lettre, Sepp Blatter estime « qu'il serait inapproprié de rechercher un nouveau mandat de huit ans » alors qu'il quittera ses fonctions à la FIFA dans sept mois, le 26 février 2016
Le 8 octobre 2015, la commission d'éthique de la FIFA suspend Sepp Blatter de toute activité. Le 17 mars 2016, la FIFA dévoile pour la première fois le salaire en 2015 de Blatter, son ancien président : il a gagné 3,28 millions d’euros (2,7 millions d'euros de salaire annuel et 400 000 euros récompensant ses 40 années de présence au sein de l'instance).

## Polémiques
La présidence de Sepp Blatter est marquée par de nombreuses polémiques et affaires de corruption.
Le journaliste David Yallop publie ainsi en 1999 How They Stole the Game (Comment ils ont volé le jeu) et dans la même veine le journaliste Andrew Jennings publie en 2006 Carton rouge !, où il dénonce la gestion de Sepp Blatter en reprenant nombre de données déjà publiées ainsi que des accusations de corruption. La FIFA tente, en vain dans les deux cas, de faire interdire la publication de ces ouvrages[réf. nécessaire].
En 2014, l'ancien président de la fédération anglaise de football David Triesman compare à la Chambre des lords Sepp Blatter à Vito Corleone, et dit de la FIFA qu'« elle possède une longue tradition de pots-de-vin, de magouilles et de corruption. La FIFA se conduit comme une famille de mafieux. La corruption a été érigée en système et soutenue par l'absence d'investigations et où la plupart des accusés échappe aux enquêtes. Des douzaines de travailleurs immigrés tués dans la construction des stades au Qatar sont ainsi ignorées ».

### Affaire ISL
La faillite de la société suisse International Sport and Leisure (ISL), en 2001 avec des dettes de plusieurs dizaines de millions d'euros révèle le premier gros scandale de corruption touchant la FIFA. L'entreprise avait obtenu l'exclusivité de la vente des droits marketings de plusieurs Coupes du monde.
Dès l'année 2001, le juge d'instruction du canton de Zoug Thomas Hildbrand, spécialisé dans les crimes et délits économiques, mène son enquête sur la société désormais en faillite ISL. En mai 2002 déjà, le secrétaire général de la FIFA, Michel Zen-Ruffinen, avait publiquement dénoncé les dysfonctionnements au sein de l'association de football et critiqué le « système Blatter ». Un mois plus tard, il était contraint de démissionner. Les investigations de la justice mènent aux perquisitions dans les bureaux de la FIFA à Zurich en novembre 2005, en raison de forts soupçons de détournement de fonds et de corruption[réf. nécessaire].
L’enquête de Michael Garcia accuse directement le président de la FIFA João Havelange et son gendre Ricardo Teixeira, puissant patron du football brésilien de 1989 à 2012 et vice-président de la FIFA. Les deux hommes auraient touché 40 millions d'euros de pots-de-vin dans les années 1990[réf. nécessaire].

### Trafic de billets
En 2014, un vaste trafic de billets d'entrées pour les matchs est démantelé par la police brésilienne. Un membre de la FIFA, Mohamadou Lamine Fofana ainsi que le directeur de la société Match Hospitality, Ray Whelan, sont arrêtés par la police. Le trafic pèse 70 millions de dollars et date des quatre dernières Coupes du monde. La société suisse Match Hospitality est un prestataire exclusif de la FIFA, cette société suisse appartient à la société suisse Infront Sports and Media, dirigée par Philippe Blatter, le neveu de Sepp Blatter,.

### Escroquerie
Le 24 septembre 2015, le ministère public de la Confédération, en Suisse, a ouvert une procédure pénale contre Sepp Blatter pour soupçon d'un « paiement déloyal » de deux millions de francs suisses en faveur de Michel Platini, ainsi que d’avoir signé un contrat défavorable à la FIFA avec l'Union caribéenne de football,. Selon l'article 158 du Code pénal suisse, la gestion déloyale est passible d'emprisonnement en cas de condamnation. Néanmoins, Sepp Blatter conserve son poste de président de la FIFA.
À la suite de cette affaire, la Commission d'éthique de la FIFA suspend Sepp Blatter de manière provisoire, le 8 octobre 2015, pendant 90 jours,. Le 21 décembre 2015, cette même commission le reconnait coupable et le condamne à huit ans de suspension de toute activité liée au football. Le 24 février 2016, la cour d'appel de la FIFA réduit la suspension à six ans. Le 5 décembre 2016, le Tribunal arbitral du sport (TAS) confirme la décision de la cour d'appel de la FIFA de la suspension pendant une durée de six ans de toute activité liée au football. À l'instar de Michel Platini, il ne fera pas appel devant un tribunal fédéral suisse.
Après six ans d'enquête et deux semaines de procès en Suisse, Sepp Blatter est acquitté le 8 juillet 2022 par le tribunal pénal fédéral de Bellinzone, en Suisse. Le même jugement est prononcé pour Michel Platini. Ils encouraient cinq ans de prison et le parquet avait requis mi-juin un an et huit mois de prison avec sursis. Le 19 octobre 2022, le parquet suisse annonce faire appel de l'acquittement de Michel Platini et Sepp Blatter. Le procès en appel se déroule en mars 2025. Le verdict sera rendu le 25 mars.

### Autres
Lors de la finale de la Coupe du monde 2006, le président de la FIFA refuse de remettre le trophée au capitaine de l'équipe d'Italie Fabio Cannavaro.
Interviewé par France Télévisions en septembre 2006, Blatter nie l'existence du dopage dans le foot, en soutenant que la pratique du dopage dans les sports collectifs en général « n'existe pratiquement pas puisqu'elle ne serait d'aucune utilité ». En décembre 2012, interviewé lors de l'émission Canal football club, il réitère ses déclarations en se disant « certain qu’il n’y a pas de dopage organisé dans un sport collectif » puis ajoutant en mimant le geste que la plupart des cas détectés concernait « la drogue, la marijuana ou un peu de schnouf ».
En 2010, il invite les homosexuels à « s'abstenir de toute activité sexuelle » pendant la Coupe du monde de football de 2022 (organisée au Qatar, pays où l'Islam, considérant l'homosexualité comme un péché, est la religion d'État). Ces propos ont provoqué la colère d'associations gay.
En 2011, lors de son élection à la présidence, il est informé par Jack Warner, alors président de la Concacaf, de versements en liquide de la part Bin Hamman, son adversaire à l'élection, son principal concurrent. Celui-ci doit alors se retirer et Sepp Blatter reste l'unique candidat à l’élection.
En 2014, la FIFA dépense 25 millions de francs suisses pour la participation à un film fiction qui a couté 28 millions de francs suisses, United Passions supposé être à la gloire d'un Sepp Blatter incarné par Tim Roth. Présenté au festival de Cannes le 18 mai 2014, le film récolte une note de 2.1 sur 10 par le site IMDB.
En 2014, Sepp Blatter déclare qu'il n'y a pas de racisme dans le football, assimilant ces actes à des faits de jeu.
En novembre 2017, dans le contexte de l'affaire Harvey Weinstein, il est accusé d'agression sexuelle par la footballeuse Hope Solo.
En 2022, il est accusé d'avoir forcé des joueuses de l'équipe nationale d'Haïti à avoir des relations sexuelles avec lui,,.

## Distinctions et prix
Sepp Blatter a reçu de nombreux prix et distinctions dont :
- Président d'honneur de Neuchâtel Xamax ; le club, surendetté, est mis en faillite le 12 janvier 2012
- Membre d'honneur de l'ASF (Association suisse de football)
- L'ordre du Mérite olympique
- L'ordre du Mérite de l'UEFA
- Chevalier de la Légion d'honneur en 2004[43]
- Prix de la Francophonie de l'Académie des sports (1989)
- Or Tambo et Order of Good Hope, décernés par l'Afrique du Sud
- Grand Officier du Wissam Al Arch et Grand Cordon du Wissam Alaouite, décernés par le Maroc
- L'American Global Award for Peace
- Humaniste de l'année et Charte d'or de la paix et de l'humanisme décernés par la Ligue internationale des humanistes pour la paix et la tolérance (en)[44]
- Docteur honoris causa en arts, Université De Montfort (Leicester)
- Grand officier de l'ordre national du Mérite (Guinée)

La Bolivie, la Jordanie, la Tunisie, le Yémen, le Soudan, Djibouti et la République centrafricaine lui ont également décerné des ordres et des titres pour ses services. Il est élevé chevalier de l'ordre du Croissant vert comorien le 3 mars 2010.